# Edward Grey
Sir Edward Grey, Visconte di Fallodon (Londra, 25 aprile 1862 – Fallodon, 7 settembre 1933), è stato un politico britannico, Ministro degli Esteri della Gran Bretagna dal 1905 al 1916.
Fece parte del Partito Liberale e fu un acceso difensore dell'Impero britannico; promosse l'Accordo anglo-russo del 1907 che, di fatto, diede vita alla Triplice intesa.

## Gli inizi
Studente di scarso successo sia al Winchester College, sia al Balliol College di Oxford (riuscì ad arrivare solo al terzo anno di Giurisprudenza), fu appassionato della pesca alla trota e al salmone, hobby su cui scrisse un libro pubblicato nel 1899.
Cominciò la sua carriera politica alla Camera dei Comuni alle elezioni generali del 1885, eletto nel collegio di Berwick-upon-Tweed nel gruppo del Partito Liberale. Fu dal 1892 al 1895 sottosegretario agli Esteri con i governi Gladstone e Rosebery, periodo nel quale difese l'intervento britannico nella Prima guerra boera.
L'ambasciatore tedesco a Londra, Paul Metternich nel 1900, in un memoriale al Cancelliere Bülow, scrisse: «I migliori ministri degli Esteri per noi sarebbero nel campo conservatore Mr. Balfour, nel liberale Sir Edward Grey».

Tuttavia, nel gennaio 1903, dopo la Seconda guerra boera e le tensioni con Berlino, Grey confessò al poeta Henry Newbolt: «Sono arrivato a pensare che la Germania sia la nostra peggiore nemica e il nostro pericolo maggiore [...] Credo che la politica della Germania sia quella di usarci senza aiutarci: di tenerci isolati per farci indietreggiare».

## Ministro in pace (1905-1914)

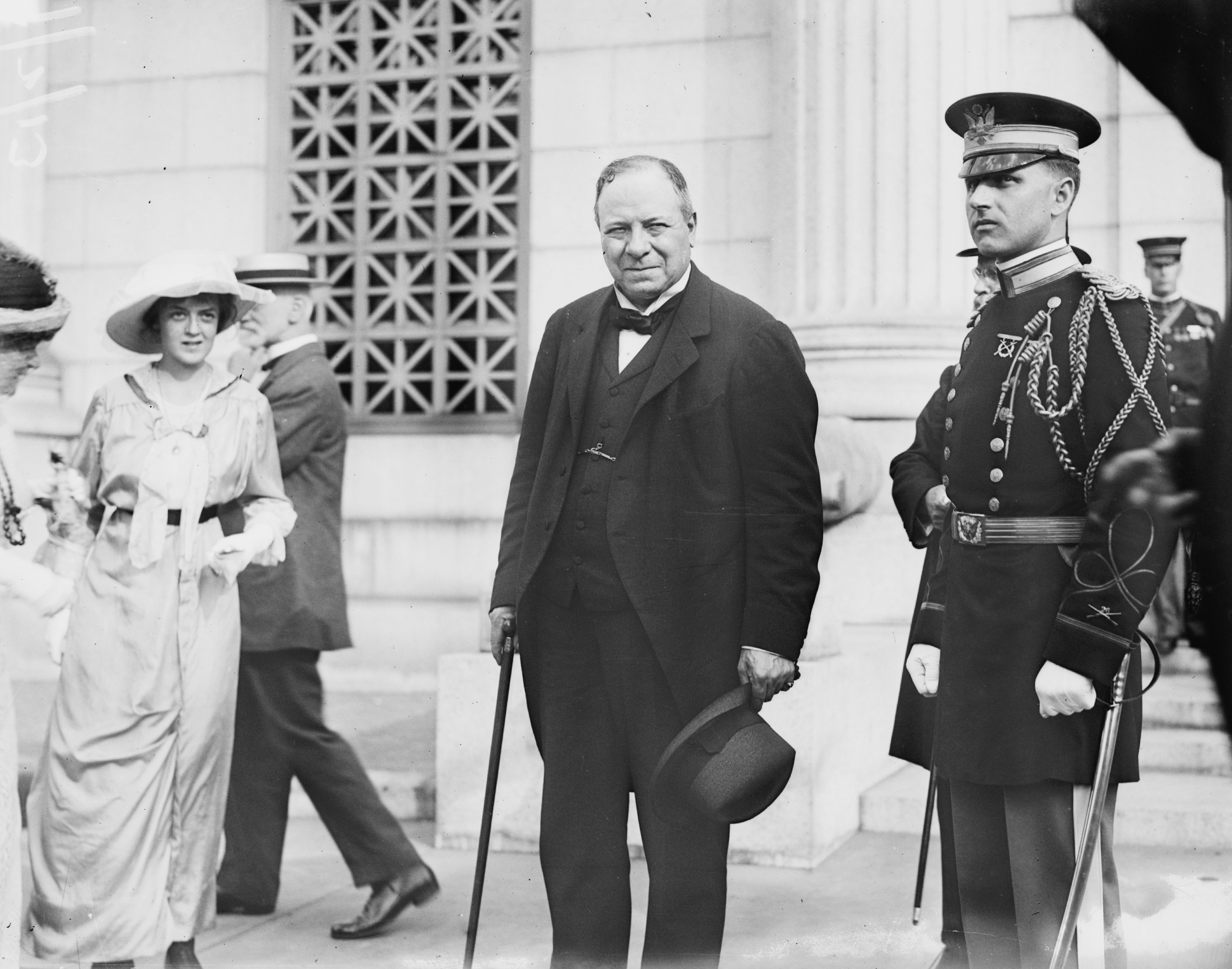
Richard Burdon Haldane (al centro) era uno dei membri del "Patto di Relugas" che difendeva l'Impero britannico e del quale era membro anche Grey.

Nel settembre del 1905 tre esponenti del Partito Liberale del cosiddetto “Patto di Relugas”, dal nome del villaggio scozzese che ospitava il capanno da pesca di Grey, si accordarono per agire di concerto come fazione della Lega liberale -sostenitrice dell'Impero-  per contrastare le tendenze radicali paventate, tra gli altri, dallo stesso re Edoardo VII. Oltre a Grey, appartenevano al Patto di Relugas, Herbert Henry Asquith e Richard Burdon Haldane.
Caduto il governo Balfour il 4 dicembre 1905, il 10 si formò il governo del liberale Henry Campbell-Bannerman che i tre del Patto di Relugas avrebbero voluto arrendevole alle loro ambizioni. Dovettero accettare, invece, un Primo Ministro che si mosse abilmente per imporre il proprio controllo. Asquith, che mirava alla Presidenza della Camera dei Comuni, dovette accettare il Cancellierato dello Scacchiere, Haldane, che ambiva a diventare Lord Cancelliere, fu nominato ministro della Guerra, mentre Grey, dopo una difficile opera di persuasione, accettò la carica di ministro degli Esteri.
Whig di origine e di atteggiamento, Edward Grey talvolta fu radicale in politica interna. Sotto l'apparente ingenuità dell'uomo di campagna si celavano in lui una notevole complessità e una formidabile capacità casistica.

Fu favorevole all'intesa con la Francia, che giudicava non solamente un modo per risolvere le divergenze coloniali, ma un requisito fondamentale per l'equilibrio del potere in Europa.

### La Conferenza di Algeciras (1906)
Ereditata dal suo predecessore Lansdowne, la questione marocchina aveva con la Crisi di Tangeri  già portato ai ferri corti Germania e Francia. Per dirimere la questione si stabilì di indire una Conferenza fra le grandi potenze in Spagna, ad Algeciras. In questa occasione Edward Grey valutò la pur remota possibilità di soccorrere la Francia nel caso che la situazione fosse precipitata in un conflitto tra quest'ultima e la Germania. La conferenza si chiuse in aprile con un successo di Parigi, suggellando così l'amicizia anglo-francese.

### I rapporti con la Russia
Grey ottenne il suo maggiore successo a due anni dall'inizio del suo mandato, quando concluse l'Accordo anglo-russo. Il trattato, che stabiliva le rispettive sfere d'influenza coloniale di Gran Bretagna e Russia in Asia, completava il triangolo di accordi amichevoli fra Londra, Parigi e San Pietroburgo, dando vita di fatto alla Triplice intesa.
Con la crisi bosniaca e l'ultimatum della Germania alla Russia affinché accettasse l'annessione austriaca della Bosnia, l'intesa anglo-russa sembrò vacillare, ma resse. Grey condannò, infatti, il comportamento arrendevole di San Pietroburgo di fronte a Berlino.
Egli, tuttavia, mantenne un certo distacco nella questione se il Cancelliere tedesco Bülow riporta nelle memorie: «Quando nel 1908 la crisi bosniaca entrò in uno stadio acuto, [...] Sir Edward Grey per parecchi giorni non fu reperibile, perché era alla pesca in Scozia e aveva proibito che gli si spedisse qualsiasi missiva e si era sottratto a qualsiasi visita. [...] Concedo che solo il ministro di un Paese difeso dal mare si poteva permettere una simile imperturbabilità».

### La Crisi di Agadir (1911)

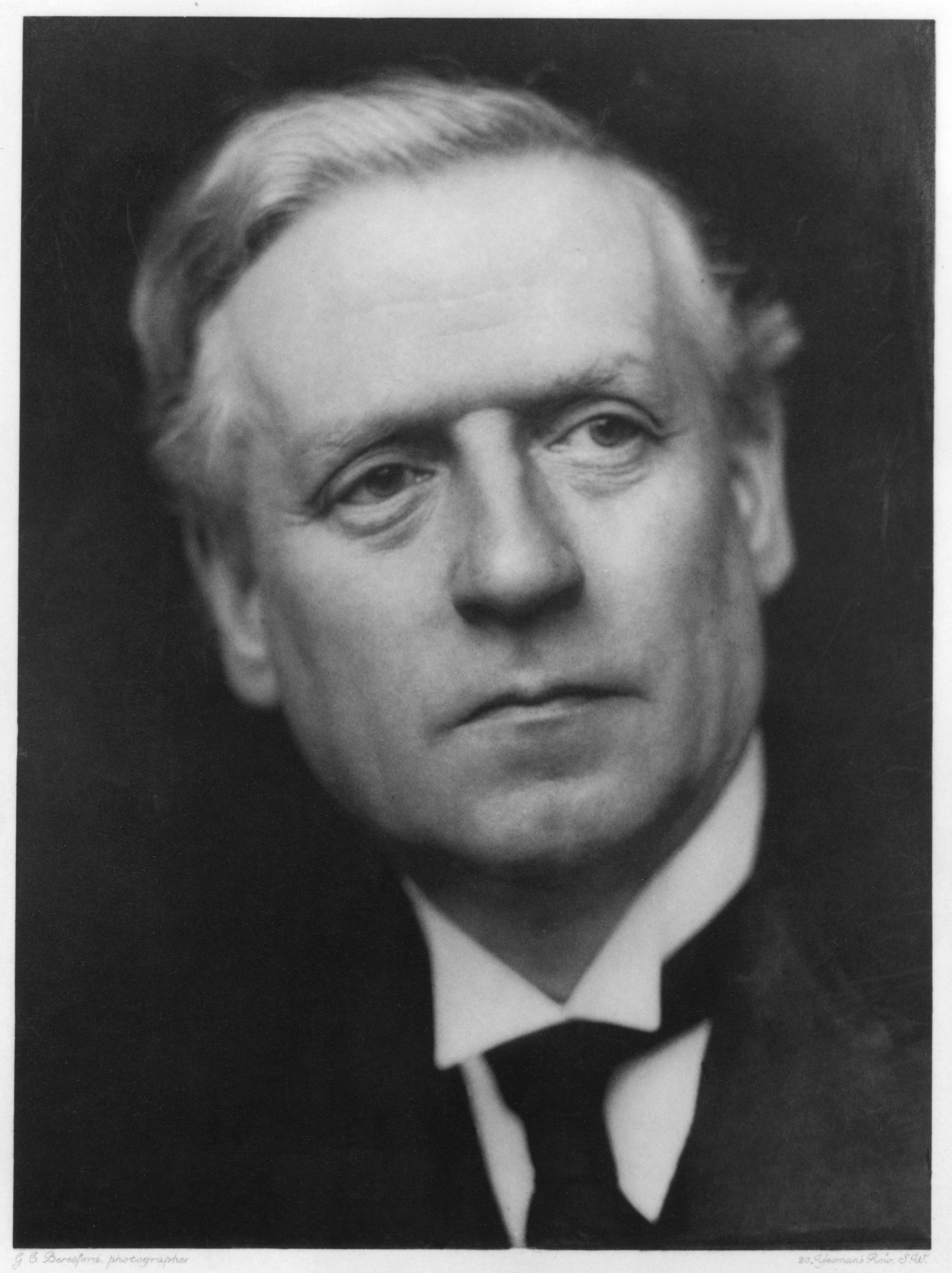
Herbert Henry Asquith, un altro membro del "Patto di Relugas".

La Crisi di Agadir del 1911, durante la quale la Germania si oppose al protettorato francese sul Marocco, coinvolse per la prima volta dalla firma dell'Entente cordiale direttamente anche la Gran Bretagna. Grey autorizzò, infatti, l'allora Cancelliere dello Scacchiere David Lloyd George a pronunciare il suo famoso discorso del 21 luglio in cui rivendicò l'impegno dell'Impero britannico a difendere anche con la guerra i propri interessi vitali.
Ma il rischio di una guerra in un momento di fermento sociale interno fu vissuto con allarme anche dai conservatori. Due comitati politici di area liberale e radicale furono incaricati di analizzare gli Affari Esteri e Grey fu criticato come un burattino nelle mani del Foreign Office, visto come una cricca rigidamente ristretta e antidemocratica che portava avanti una politica di prestigio nell'interesse delle classi dirigenti.

Ma per Grey non fu troppo difficile contrastare i suoi critici di sinistra: la sua partecipazione a numerose questioni interne, il voto alle donne, le agitazioni sindacali, erano tutt'altro che reazionari.
Comunque, messo alle strette da Asquith che nel 1908 era diventato Primo Ministro, Grey il 27 novembre 1911 confermò alla Camera dei Comuni la libertà d'azione di Londra: «Impegni come quelli che obbligano il Parlamento a questo genere di cose [interventi al fianco di potenze straniere] sono contenuti in trattati e accordi che sono sottoposti a questa Camera [...] Da quando abbiamo assunto l'incarico non abbiamo siglato un solo articolo segreto di alcun genere». La Gran Bretagna, cioè, non aveva alcun impegno vincolante di soccorrere la Francia nel caso che questa fosse entrata in guerra con la Germania. Inoltre, ogni decisione sarebbe stata ovviamente demandata all'intero governo.

### Il tentativo di allentare la tensione
Dopo la crisi di Agadir ci fu un tentativo da parte della Gran Bretagna di allentare la tensione con la Germania, la quale però rifiutò di concedere un rallentamento della produzione di navi da guerra.
Il mese dopo tale approccio, nel marzo del 1912, si cercò di continuare le trattative virando verso un patto di non aggressione. Per gli obblighi britannici, Grey propose la formula: «L'Inghilterra si impegna a non compiere nessun attacco contro la Germania senza provocazione da parte di questa e a non seguire nessun indirizzo politico aggressivo nei suoi riguardi». Ma il governo di Berlino, presieduto dal Cancelliere Bethmann Hollweg, non si accontentò e chiese di aggiungervi la clausola che la Gran Bretagna avrebbe mantenuto una “benevola neutralità” nel caso la Germania si fosse trovata in guerra in Europa. Ciò voleva dire precludersi la via a qualunque aiuto alla Francia, ponendo fine all'Intesa. Inevitabilmente i negoziati arrivarono presto ad un punto morto.

## Ministro in guerra (1914-1916)

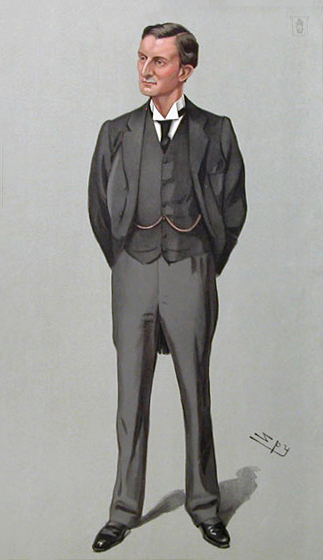
Edward Grey in un ritratto della rivista Vanity Fair pubblicato nel 1903

Dopo l'assassinio dell'arciduca Francesco Ferdinando, il 23 luglio 1914 l'Austria consegnò l'ultimatum alla Serbia. Da questo momento Grey lavorò disperatamente per evitare una conflagrazione generale. Non poteva però sfruttare a fondo il deterrente della minaccia inglese di intervenire perché doveva subordinare la posizione inglese alla condizione che la Gran Bretagna doveva essere “libera da impegni”.
Egli valutò erroneamente la Germania come una potenza che avrebbe potuto, in qualche modo, moderare la crisi. Dopo la dichiarazione di guerra dell'Austria alla Serbia, la mattina del 31 luglio comunicò all'ambasciatore tedesco Karl Max von Lichnowsky:

«Se la Germania riuscisse a presentare una proposta ragionevole che chiarisca che con l'Austria cerca ancora di lottare per salvare la pace in Europa, [...] io l'appoggerei [...] e oserei dire che se la Russia e la Francia non l'accettassero, il governo di Sua Maestà non avrebbe più niente a che fare con le conseguenze». Il governo britannico si sarebbe cioè tenuto neutrale.

La “proposta ragionevole” che secondo Grey avrebbe potuto proporre Berlino era che la Germania, in caso di guerra contro la Russia, si sarebbe impegnata a non attaccare anche la Francia. Ciò per evitare un allargamento del conflitto in occidente.

Ma, anche se l'offerta di presentare una proposta del genere fosse stata accettata dalla Germania, il tentativo sarebbe fallito comunque, poiché l'Alleanza franco-russa, i cui termini erano sconosciuti a Grey, obbligava le due parti ad intervenire l'una in difesa dell'altra.

### La Gran Bretagna nel conflitto
Il 1º agosto 1914 la Germania dichiarava guerra alla Russia e il 3 alla Francia. Lo stesso giorno, Grey si alzò per parlare ai Comuni e ancora una volta pronunciò un tipo di discorso che nella sua sincerità servì ad unire il Parlamento. Se la Gran Bretagna si fosse tenuta fuori dalla lotta, si sarebbe trovata isolata e, un domani, faccia a faccia con una Germania vittoriosa. Londra sarebbe stata disprezzata per non aver soccorso le nazioni amiche aggredite e a quel punto «Non credo che [...] ci troveremmo nella posizione di usare la nostra forza in modo decisivo per [...] impedire che l'intero Occidente dell'Europa di fronte a noi [...] cada sotto la dominazione di una sola potenza».

I rischi strategici di un non intervento – isolamento, mancanza di alleati – erano maggiori di quelli di un intervento.
Il 4 agosto la Germania invase il Belgio e la Gran Bretagna dichiarò guerra alla Germania. Grey spiegò il giorno dopo:

«Non ho agito in base a obblighi derivanti da un trattato o dall'onore, perché nessuno dei due sussisteva [...] C'erano tre interessi inglesi precipui che non potevo trascurare:

1. Che la flotta tedesca non dominasse, a causa della nostra neutralità, il Mare del Nord e la Manica.

2. Che [i tedeschi] non s'impadronissero della zona nord-occidentale della Francia, di fronte alle nostre coste, e non l'occupassero.

3. Che non violassero l'indipendenza del Belgio e in futuro occupassero Anversa in modo da minacciarci in permanenza».

### I rapporti con la Grecia
Molto criticata da David Lloyd George fu la decisione di Grey di non accettare la proposta di alleanza della Grecia espressa il 19 agosto 1914 dal suo Primo Ministro Eleutherios Venizelos. Winston Churchill, allora Lord dell'Ammiragliato, era invece d'accordo con il Ministro degli Esteri:

«L'importante per noi era di non avere il piede in due staffe. Sir Edward Grey, dopo aver meditato e studiato a lungo il problema, spinse il Gabinetto a respingere l'offerta di Venizelos perché temeva che un'alleanza con la Grecia avrebbe significato una guerra immediata con la Turchia e fors'anche con la Bulgaria, che avrebbe esposto la nostra nuova alleata [la Grecia] a rischi molto gravi contro i quali noi non saremmo stati in grado di difenderla. Oltre a ciò, egli [...] sperava ancora che il nostro ambasciatore sul Bosforo, Sir Louis Mallet, [...] sarebbe riuscito a mantenere la Turchia fuori dal conflitto».

### I rapporti con l'Italia
Già l'11 agosto 1914 il ministro degli Esteri italiano, il marchese di San Giuliano, spedì al suo ambasciatore a Londra, Guglielmo Imperiali, un piano di intervento dell'Italia a favore dell'Triplice intesa. Egli decise di contattare il Foreign Office, quale unico interlocutore della delicatissima trattativa (l'Italia formalmente era ancora nella Triplice alleanza).
Grey si dimostrò disposto a discuterne, ma non prima che l'Italia comunicasse la sua decisione di uscire dalla neutralità, il che avvenne nel marzo del 1915. La fiducia riposta da San Giuliano nei confronti di Grey fu confermata dal suo successore Sidney Sonnino e dal Presidente del Consiglio Antonio Salandra che si sentivano garantiti dal ministro inglese più che dai suoi corrispettivi francese e russo.
Formulate da parte italiana le richieste per l'entrata in guerra contro l'Austria, nel marzo del 1915, Grey non volle manifestare alcun parere prima di averne parlato con i rappresentanti dei governi alleati. Riconobbe soltanto di non aver trovato nulla di lesivo per gli interessi britannici. Il 21 marzo, dopo aver vinto le perplessità russe, Grey consegnò a Imperiali un promemoria in cui si diceva che le potenze dell'Intesa erano disposte a prendere nella più favorevole considerazione le proposte italiane.

Ma il negoziato fu difficile poiché la Serbia, che aveva avuto sentore delle trattative, faceva pressione sui governi dell'Intesa affinché non promettessero all'Italia la Dalmazia.
Il ministro degli Esteri russo Sergej Dmitrievič Sazonov si lamentò amaramente di Grey che concedeva tutto e sempre all'Italia, finché il Primo ministro Asquith non dichiarò (promettendo più di quello che avrebbe dovuto) che l'Italia doveva avere il predominio assoluto in Adriatico e lo comunicò in modo esplicito anche al governo russo. Il 25 aprile 1915 si ebbe il testo definitivo del Patto di Londra e quasi un mese dopo l'Italia dichiarò guerra all'Austria.

### I rapporti con gli Stati Uniti

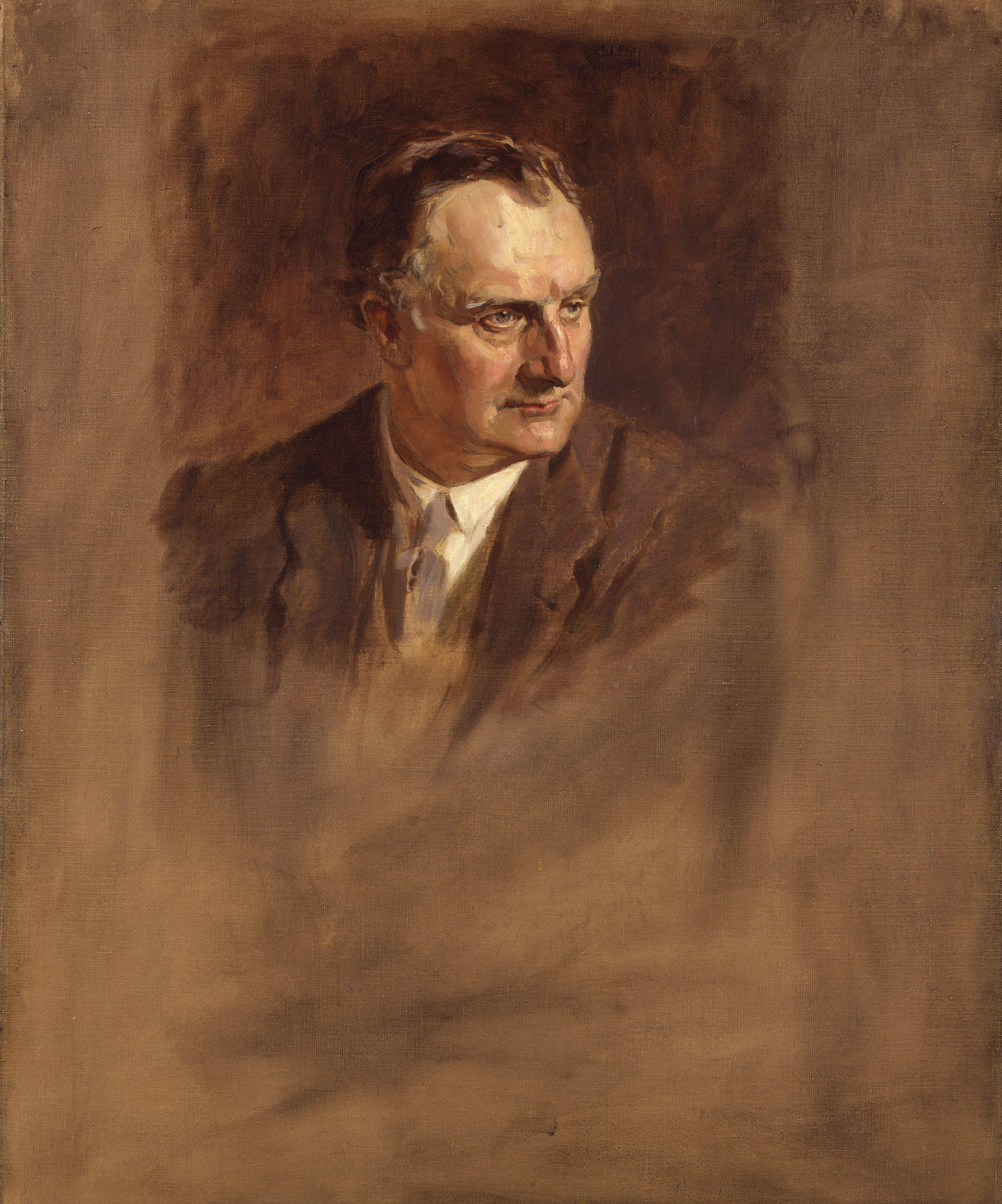
Edward Grey, in un dipinto di James Guthrie del 1924-1930 circa.

Nonostante la simpatia che gli Stati Uniti provavano per la Gran Bretagna, si sfiorarono in varie circostanze, nel 1915, momenti di tensione fra le due potenze. Ciò a causa del blocco che la marina inglese impose alla Germania e quindi alla difficile situazione che si creava con le navi delle nazioni neutrali, fra cui quelle statunitensi. Churchill scrive:

«Noi avremmo potuto essere obbligati a rinunciare all'efficienza del nostro blocco pur di evitare una rottura con l'America. [...] Il minimo errore nelle trattative con l'America avrebbe potuto condurci, in quel momento, a una crisi gravissima, e gran merito deve essere attribuito a Sir Edward Grey [...] se questo periodo poté venir superato».

## Dopo ilForeign Office(1916-1933)
Per i gravi dissensi con l'allora ministro della Guerra David Lloyd George, il Primo Ministro Asquith il 5 dicembre 1916 presentò le dimissioni e due giorni dopo fu nominato dal re Primo Ministro lo stesso Lloyd George. Grey si dimise e fu sostituito da Arthur Balfour.
Terminata la guerra, Grey, fu eletto ambasciatore a Washington, carica che ricoprì dal 1919 al 1920. Si impegnò per ottenere l'ingresso degli Stati Uniti nella Società delle Nazioni di cui fu tra i più accesi fautori. Sostenne ancora, malato e quasi cieco, fino al 1926, l'opposizione a Lloyd George. Si ritirò, poi, a vita privata.

Morì il 7 settembre 1933 nel villaggio di Fallodon (Northumberland), di cui deteneva il titolo di visconte.

## Giudizi
David Lloyd George commiserò lo stile personale di Edward Grey. Nascondendo la sua mediocrità dietro la gravità del silenzio (come scrisse nei War Memoirs), Gray si creò nel pubblico una fama usurpata. «Fino a prima del 1914 andava ancora di moda posare a taciturno, e nessuno ne trasse tanto profitto quanto Gray» – almeno finché non arrivarono oratori come Clemenceau, Foch, Lenin, Mussolini, Roosevelt e Hitler. «Gli uomini più forti della storia non sono mai stati silenziosi». Gray «possedeva a perfezione quella correttezza fraseologica e comportamentale che passa per essere (e talvolta è) diplomazia, nonché quella pacata facondia d’ineccepibile dizione che giova a farsi annoverare fra gli statisti – almeno finché una crisi non giunge a mettere simili manieratezze (urbanities) alla prova». Nel 1914 la crisi giunse, e Gray «continuò a perseguire la sua politica confessa consistente nell’attendere che l’opinione pubblica decidesse al posto suo quale fosse la direzione da prendere». «Se egli avesse ammonito la Germania circa il punto su cui la Gran Bretagna avrebbe dichiarato la guerra [vale a dire l’occupazione del Belgio], combattendola poi con tutte le sue forze, l’esito [della crisi] sarebbe stato diverso».

## Opere
- Edward Grey, Cottage Book. Itchen Abbas, 1894-1905 (Londra, 1909)
- Edward Grey, Twenty-Five Years, 1892-1916 (Londra, 1925)
- Edward Grey, Fallodon Papers (Londra, 1926)
- Edward Grey, The Charm of Birds (Londra, 1927)